# Водяна змія
Водяна змія (Enhydris) — рід змій з родини гомалопсових (Homalopsidae). Має 23 види. Умовно отруйні змії (реальної небезпеки для людини не становлять).

## Опис
Загальна довжина досягає 70 см. Голова сплощена, тулуб кремезний та масивний. Забарвлення жовтого, оливкового кольору.

## Спосіб життя
Усе життя проводить у воді, полюбляє різного роду водойми у тропічній місцині. Харчується рибою та земноводними.
Це живородні змії.

## Розповсюдження
Мешкає від південної до східної Азії.

## Види
- Enhydris albomaculata
- Enhydris alternans
- Enhydris bennettii
- Enhydris bocourti
- Enhydris chanardi
- Enhydris chinensis
- Enhydris doriae
- Enhydris dussumieri
- Enhydris enhydris
- Enhydris gyii
- Enhydris indica
- Enhydris innominata
- Enhydris jagorii
- Enhydris longicauda
- Enhydris maculosa
- Enhydris matannensis
- Enhydris pahangensis
- Enhydris pakistanica
- Enhydris plumbea
- Enhydris punctata
- Enhydris sieboldi
- Enhydris subtaeniata
- Enhydris vorisi